# Шералдо Беккер
Шералдо Беккер (нід. Sheraldo Becker, нар. 9 лютого 1995, Амстердам, Нідерланди) — суринамський футболіст, вінгер іспанського клубу «Реал Сосьєдад» та національної збірної Суринаму.

## Клубна кар'єра
Шералдо Беккер є вихованцем футбольної школи амстердамського «Аякса», де він проходив вишкіл з 2004 року. Закінчив школу Беккер у 2013 році. Але в першій команді «Аякса» йому так і не вдалося заграти. У складі молодіжної команди «Аякса» Беккер брав участь у Юнацькій лізі УЄФА. Влітку 2014 року з'явилася інформація, що клуб хоче підписати з гравцем новий контракт на покращених умовах. Але не зважаючи на це Беккер грав в оренді у нідерландських клубах «Йонг Аякс» та «Зволле».
Після закінчення терміну оренди у «Зволле» влітку 2016 року Беккер перейшов до складу «АДО Ден Гаг», з яким підписав трирічний контракт.
Після цього у 2019 році Беккер переїхав до Німеччини, де приєднався до столичного клубу «Уніон».
18 січня 2024 року підписав контракт з іспанським клубом «Реал Сосьєдад». Вже за п'ять днів забив дебютний гол за новий клуб у чвертьфіналі Кубка Іспанії проти «Сельти».

## Збірна
Народжений у Нідерландах Шералдо Беккер має суринамське коріння. Але починав свою міжнародну кар'єру граючи у юнацьких збірних Нідерландів. Свою першу гру за Суринам Беккер провів 4 червня 2021 у відборі до чемпіонату світу 2022 року проти команди Бермуд. Пізніше Беккер був внесений до заявки збірної Суринаму на турнір Золотий кубок КОНКАКАФ 2021.

## Досягнення
Зволле
- Фіналіст Кубка Нідерландів: 2014/15